# Tate

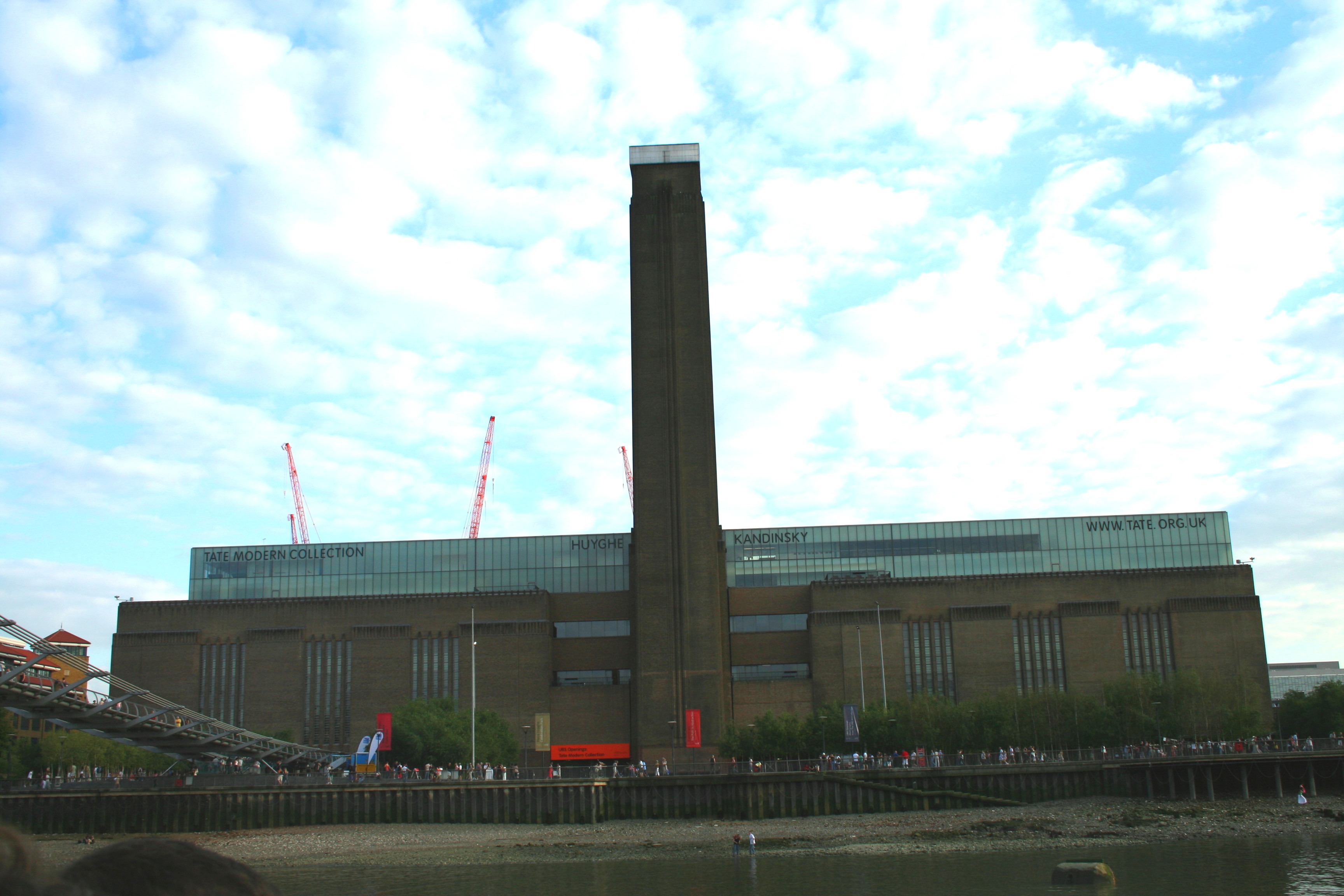
Galería Tate de Arte Moderno (más conocida como Tate Modern), Londres.

Tate es el nombre con el que se conoce a la Galería Nacional de arte británico y arte moderno en Inglaterra. Está compuesta por cuatro museos: el Tate Britain (abierto en 1897 y conocido anteriormente como Tate Gallery), el Tate Liverpool (1988), el Tate St. Ives (1993) y el Tate Modern (2000), más el sitio web de todo el conjunto, Tate Online, creado en 1998. El grupo Tate es estatal, y por ello recibe una dotación del tesoro público del gobierno británico. El cargo de director es por siete años.

## Historia
La galería de arte Tate original se tituló oficialmente National Gallery of British Art (Galería Nacional de Arte Británico), y estaba situada en Millbank, Pimlico (Londres), en el lugar donde anteriormente se alzaba la prisión de Millbank. 
La idea de una Galería Nacional de Arte Británico había sido propuesta por vez primera en los años 1820 por sir John Leicester, barón de Tabley, pero tardó en convertirse en realidad. Robert Vernon donó su colección a la National Gallery de Londres en 1847 y una década más tarde, John Sheepshanks donó la suya al Museo de South Kensington, hoy el Victoria and Albert Museum. En ambos casos, las obras se integraban en museos más generales por lo que seguía pendiente el proyecto de un centro específicamente dedicado a arte británico.
Cuarenta años más tarde, el magnate azucarero y coleccionista de arte, Henry Tate, se ofreció a fundar una galería para alojar el arte británico: erigió un opulento edificio y dejó igualmente su propia colección. Inicialmente el museo se restringió al arte británico de la época, concentrándose en los pintores de la Inglaterra  victoriana, pero luego fue incorporando arte moderno europeo, de autores como Cézanne y Picasso. Hasta 1954, el museo dependió de la National Gallery.
Con los años, la colección fue creciendo con más donaciones y legados. En la década de 1930 sumó ejemplos de las vanguardias europeas, pero en la posguerra se replegó hacia un arte más conservador. Durante los años 1950 y 60 recobró su interés por el arte más audaz, y el departamento de artes visuales del Consejo de Artes de Gran Bretaña fundó y organizó exposiciones temporales en la Tate, incluyendo una retrospectiva de Marcel Duchamp en 1966. 
El museo sufría problemas de espacio y tenía que rotar periódicamente su exhibición permanente, por lo que era lógico que se separaran los aspectos "británico" y "moderno" de la colección. Hoy están en edificios separados en Londres: la Tate Modern, en la antigua central térmica Bankside Power Station, en la orilla sur del Támesis, muestra la colección nacional de arte moderno desde 1900 hasta la actualidad, y la galería original (llamada hoy Tate Britain) es la galería nacional de arte británico desde 1500 hasta la actualidad. Arte moderno británico puede encontrarse en ambas galerías.
El centro Tate Modern es considerado un éxito del director sir Nicholas Serota. En su primer año, fue el museo más popular del mundo, con 5 250 000 visitantes.
Cada año, el Premio Turner se celebra en una Tate Gallery (históricamente, en la Tate Britain) y se otorga a aquel artista de menos de cincuenta años que sea británico o que haya trabajado principalmente en Gran Bretaña. Es tema de gran controversia y llama mucho la atención de los medios de comunicación sobre el arte británico contemporáneo.
En 1998 se creó el sitio web oficial de la Tate, que ahora proporciona información de las cuatro galerías Tate: Tate Britain, Tate St Ives, Tate Liverpool y Tate Modern.

## Colección

### Tate Britain
- William Blake:
  - Elohim crea a Adán, 1795;

Muelle de embarque, Brighton, 1827, por John Constable.

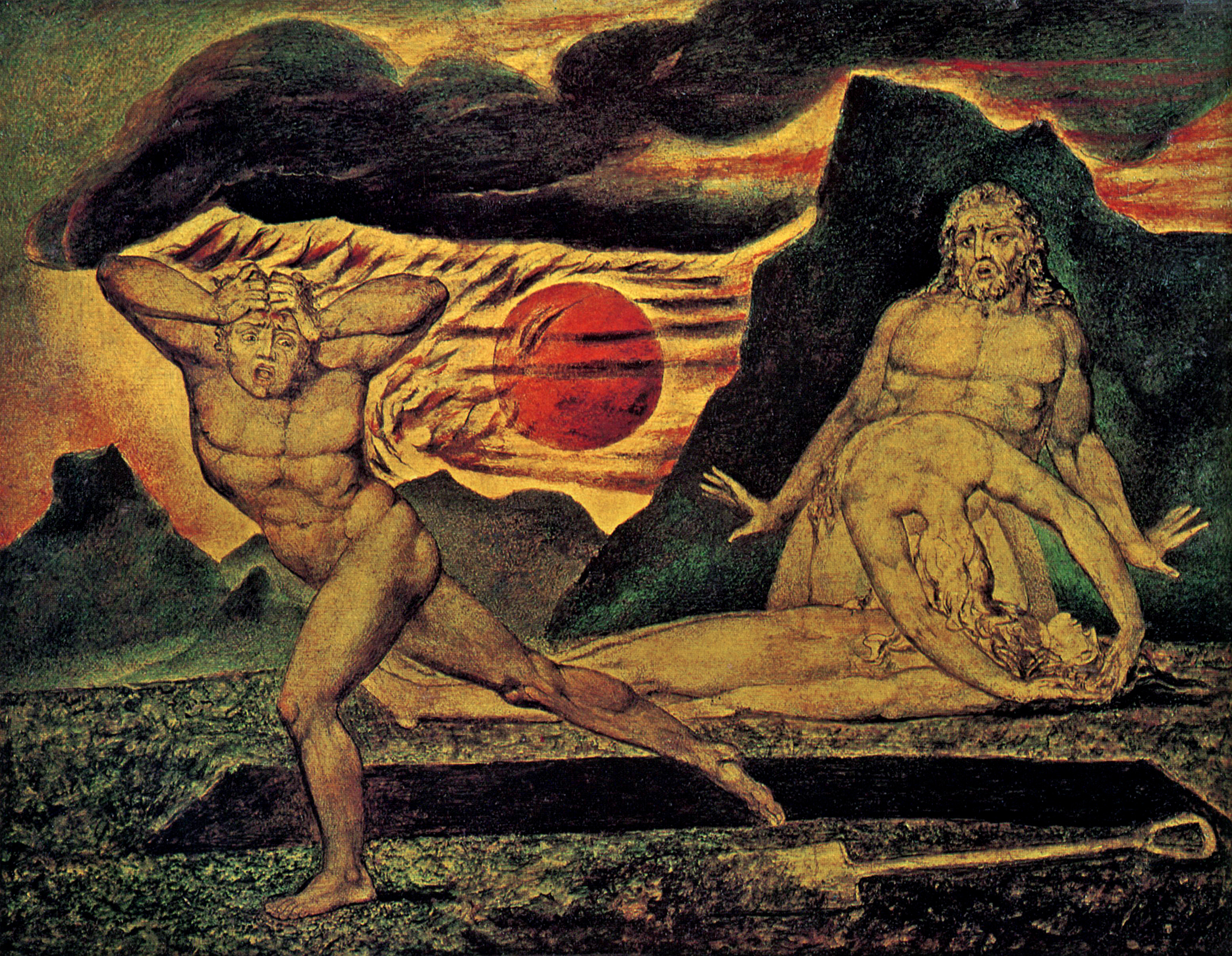
Adán y Eva encuentran el cuerpo de Abel, por William Blake.

  - Adán y Eva encuentran el cuerpo de Abel, 1826.
- John Constable: Muelle de embarque, Brighton, 1827.
- Turner: Aníbal y su ejército cruzando los Alpes, 1812.
- John William Waterhouse: La dama de Shalott, 1888

### Tate Modern
- Umberto Boccioni
- Pierre Bonnard
- Georges Braque
- Marc Chagall: El poeta, 1915.
- Salvador Dalí
- Giorgio de Chirico
- Fernand Léger
- Paul Klee
- René Magritte
- Joan Miró
- Amedeo Modigliani: El campesino, 1918.
- Piet Mondrian
- Pablo Picasso:
  - La danza, 1925;
  - Mujer desnuda sobre un sillón rojo, 1932;
  - Mujer que llora, 1937.
- Jackson Pollock
- Andy Warhol
- Vasily Kandinsky:
  - Sesión, 1910;
  - Swinging, 1925.